# Philipp Graß

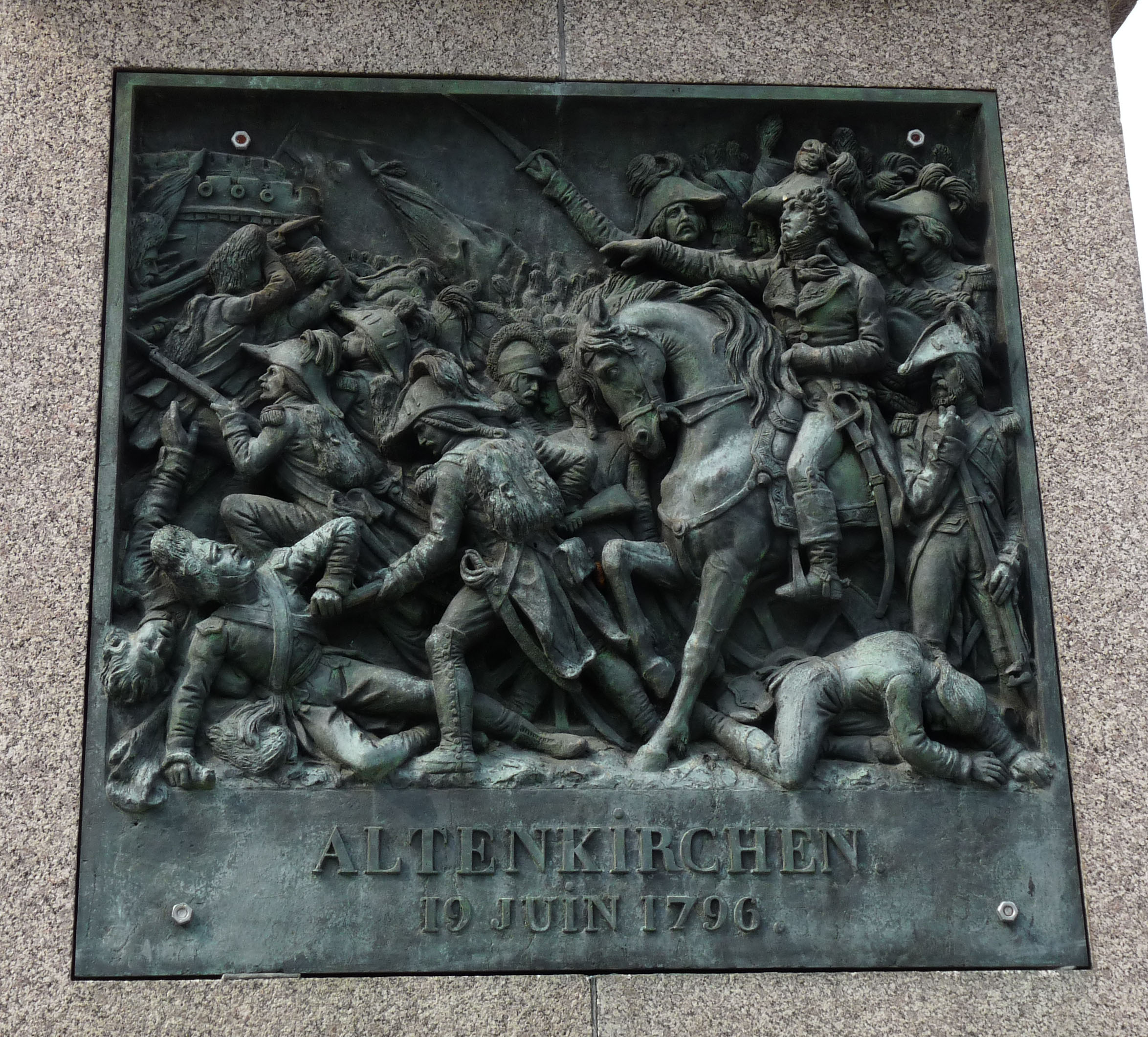
Die Schlacht von Altenkirchen: Flachrelief auf dem Denkmal für General Kléber in Straßburg

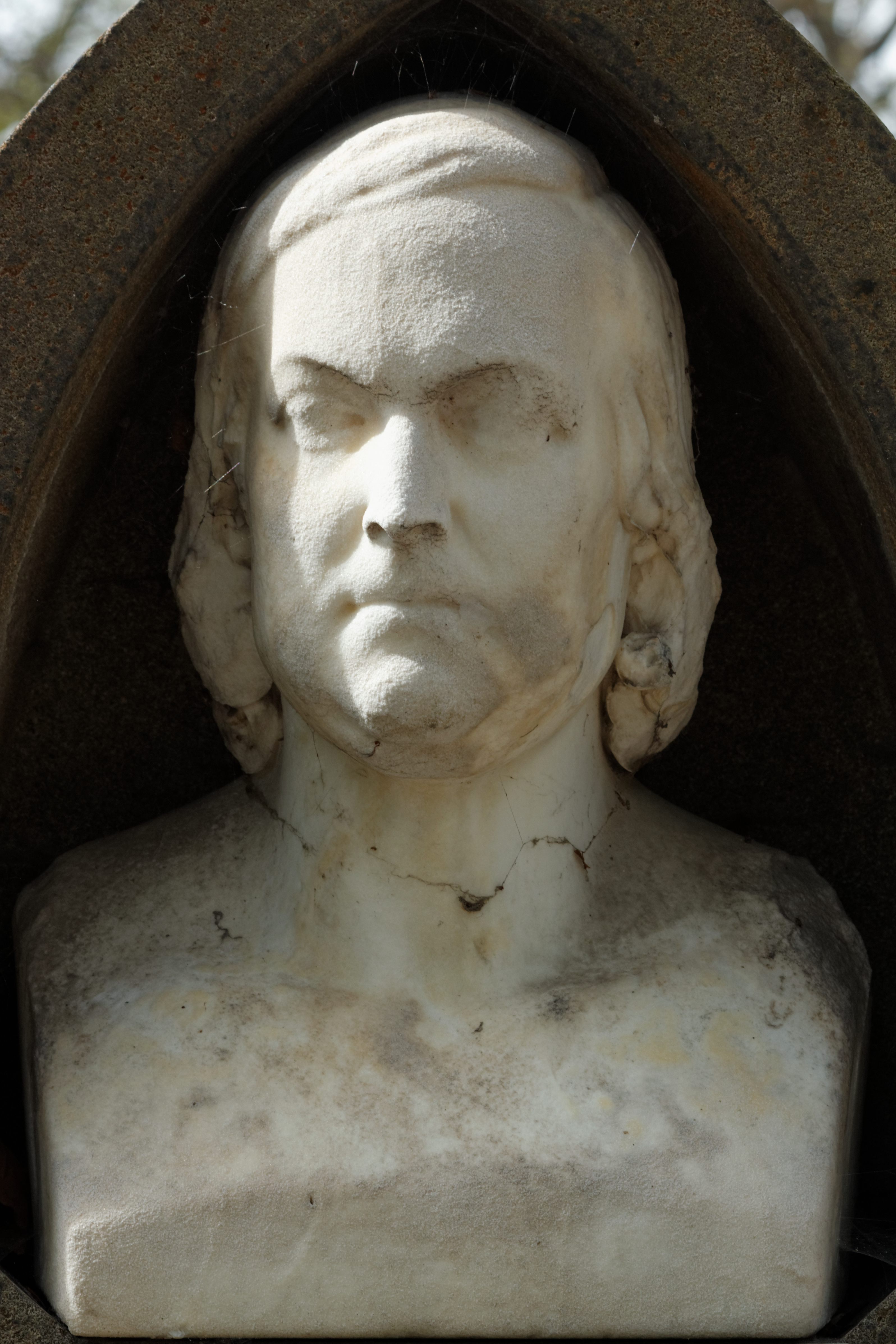
Grabdenkmal für Émile Souvestre

Philipp Graß (* 6. Mai 1801 in Wolxheim, Département Bas-Rhin; † 11. April 1876 in Straßburg) war ein elsässischer Bildhauer des Klassizismus. Er wirkte in Straßburg und Umgebung.

## Leben
Er war der Sohn von C. Schoch (1765–1832) und L. Graß, die er auch auf Leinwand porträtierte. Dieses Bild ist im ehemaligen Kartäuserkloster von Molsheim ausgestellt. Seine Familie war bereits seit Generationen im Weindorf Wolxheim ansässig. Sechzehnjährig trat er eine Lehre bei Landolin Ohnmacht und François Joseph Bosio an. Er schuf Bronzestatuen von General Kléber und  dem Präfekten Adrien de Lezay-Marnésia, Präfekt des Départements Rhin-et-Moselle (1806–1810) und Präfekt des Départements Bas-Rhin (1810–1814), wie auch zahlreiche Werke für das Straßburger Münster.
Von 1820 bis 1823 machte er eine Ausbildung an der École nationale supérieure des beaux-arts de Paris. Bei seiner Rückkehr ins Elsass wurde er zum „Bildhauer des Straßburger Münsters“ an der Straßburger Münsterbauhütte ernannt (→ Musée de l’Œuvre Notre-Dame), wo er dazu bestimmt wurde, nach alten Dokumenten Reproduktionen von Statuen herzustellen, die dem Ikonoklasmus der Revolutionszeit zum Opfer geworden waren. Seit 1865 war er Ritter der Ehrenlegion.
Graß war ein Freund des bretonischen Schriftstellers Émile Souvestre, für dessen Grabstätte auf dem Friedhof Père-Lachaise er eine Büste schuf. Während der Belagerung von Straßburg wurde das Museum der Schönen Künste, in dem sich ein Teil seiner Werke befand, am 24. August 1870 durch preußisches Artilleriefeuer in Brand gesteckt und vollständig vernichtet.
Philipp Graß starb am 11. April 1876 in Straßburg an einem Schlaganfall und wurde in seinem Heimatort beerdigt.

## Ehrungen
Eine Straße in Straßburg und ein Weinberg in Wolxheim tragen seinen Namen. Im Museum der Chartreuse Notre-Dame in Molsheim ist ihm ein Raum gewidmet.

## Werke (Auswahl)

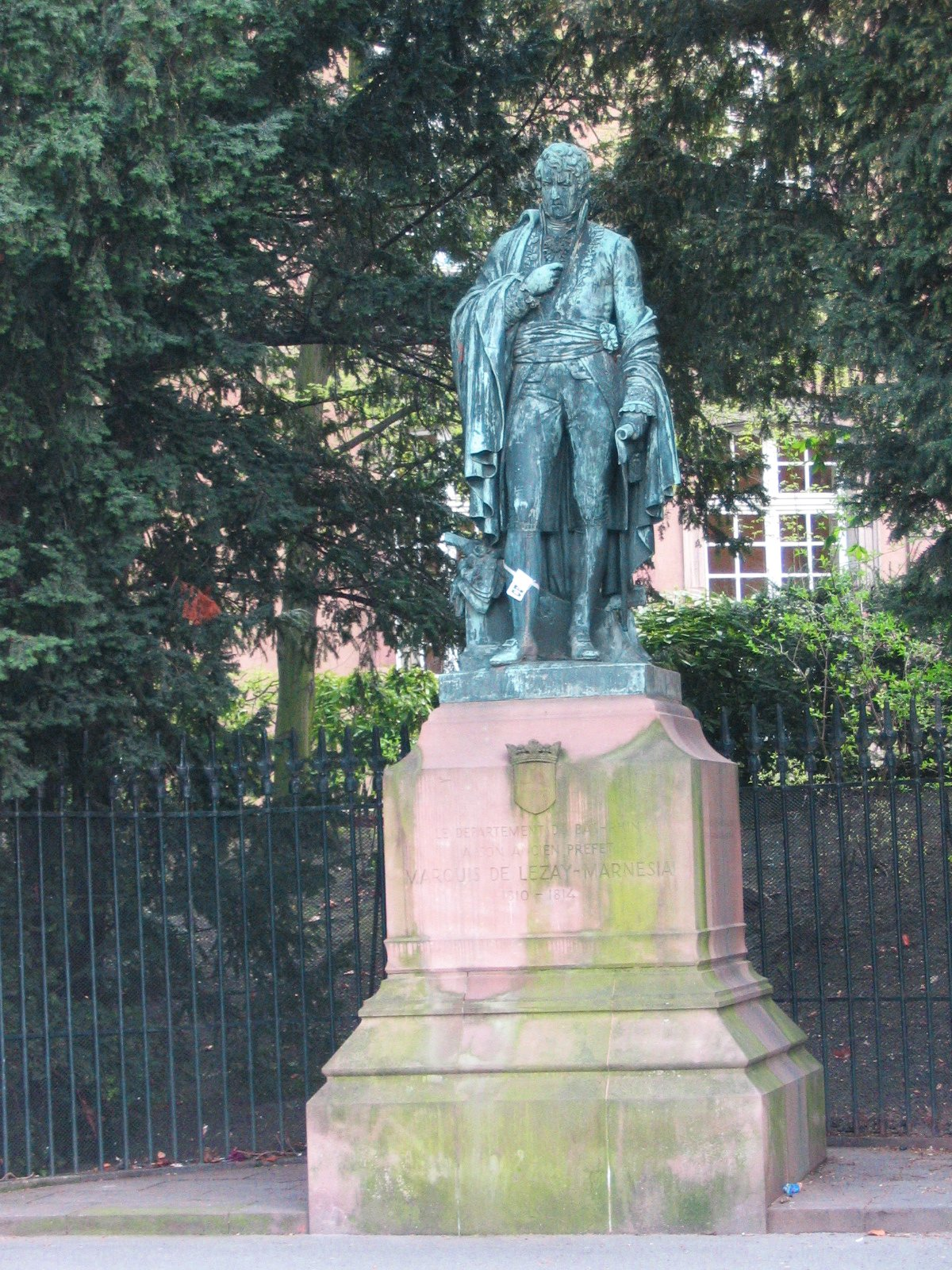
Statue von Adrien de Lezay-Marnésia in Straßburg

- Bronzestatuen des Generals Jean-Baptiste Kléber (1840) und des Präfekts des Rhein-Mosel-Départements Adrien de Lezay-Marnésia (1845) in Straßburg
- Das Jüngste Gericht, an der Fassade des Straßburger Münsters
- Ikarus breitet seine Flügel (1831), während der Belagerung von Straßburg 1870 verschollenes Werk;
- Susanna im Bade, Bearbeitung des klassischen Themas, 1834
- Gruppe der Söhne Niobe’s, Bearbeitung des klassischen Themas, 1846
- Junge Bäuerin, kleine naive „Bretagnerin“, auf einem Felsen sitzend, mit nacktem Füßchen menschliche Gebeine berührend, (1839). Inspiriert von einer Stelle aus Souvestres Les Derniers Bretons
- Skulptur zu Il Penseroso, 1848
- Büste des Finanzministers Jean-Georges Humann